# Gimnastyka artystyczna na Letnich Igrzyskach Olimpijskich 2016 – zawody drużynowe
Zawody drużynowe na Letnich Igrzyskach Olimpijskich 2016 rozegrane zostały między 9 a 21 sierpnia w hali Rio Olympic Arena.

## Terminarz
Czas BRT (UTC−03:00)
| Data             | Godzina |            |
| ---------------- | ------- | ---------- |
| 19 sierpnia 2016 | 14:00   | Eliminacje |
| 20 sierpnia 2016 | 15:00   | Finał      |

## Wyniki[1]

### Eliminacje
| Pozycja | Zawodniczki                                                                                      | Państwo           | 5 wstążek | 3 maczugi, 2 obręcze | Razem  |
| Pozycja | Zawodniczki                                                                                      | Państwo           | Wynik     | Wynik                | Razem  |
| ------- | ------------------------------------------------------------------------------------------------ | ----------------- | --------- | -------------------- | ------ |
| 1.      | Sandra Aguilar Artemi Gavezou Elena López Lourdes Mohadeno Alejandra Quereda                     | Hiszpania         | 17,783    | 17,966               | 35,749 |
| 2.      | Wiera Biriukowa Anastasija Blizniuk Anastasija Maksimowa Anastasija Tatariewa Marija Tołkaczjowa | Rosja             | 18,283    | 17,233               | 35,516 |
| 3.      | Hanna Dudzienkowa Marija Kadobina Maryja Kaciak Walerija Piszczelina Arina Cycylina              | Białoruś          | 17,583    | 17,850               | 35,433 |
| 4.      | Martina Centofanti Sofia Lodi Alessia Maurelli Marta Pagnini Camilla Patriarca                   | Włochy            | 17,516    | 17,833               | 35,349 |
| 5.      | Airi Hatakeyama Rie Matsubara Sakura Noshitani Sayuri Sugimoto Kiko Yokota                       | Japonia           | 17,416    | 17,733               | 35,149 |
| 6.      | Juwal Filo Allona Koszewatski Ekaterina Levina Karina Lychwar Ida Majrin                         | Izrael            | 17,250    | 17,633               | 34,883 |
| 7.      | Reneta Kamberowa Lubomira Kazanow Michaeła Maewska Cwetelina Najdenowa Christijana Todorowa      | Bułgaria          | 17,566    | 16,616               | 34,182 |
| 8.      | Ołena Dmitrasz Jewgienija Gomon Ołeksandra Gridasowa Walerija Gudim Anastasija Wozniak           | Ukraina           | 16,950    | 16,866               | 33,816 |
| 9.      | Morgana Gmach Emanuelle Lima Jessica Maier Gabrielle da Silva Francielly Pereira                 | Brazylia          | 15,766    | 16,883               | 32,649 |
| 10.     | Natalie Hermann Anastasija Khmelnytska Daniela Potapova Julia Stavickaja Sina Tkaltschewitsch    | Niemcy            | 15,650    | 16,750               | 32,400 |
| 11.     | Bao Yuqing Shu Siyao Yang Ye Zhang Ling Zhao Jingnan                                             | Chiny             | 16,333    | 15,800               | 32,133 |
| 12.     | Samira Amirowa Walerija Dawidowa Luiza Ganiewa Zarina Kurbonowa Marta Rostoburowa                | Uzbekistan        | 14,416    | 16,750               | 31,166 |
| 13.     | Ioanna Anagnostopoulou Eleni Doika Zoi Kontogianni Michaela Metallidou Stavroula Samara          | Grecja            | 25.875    | 26.000               | 51.875 |
| 14.     | Kiana Eide Alisa Kano Natalie McGiffert Monica Rokhman Kristen Shaldybin                         | Stany Zjednoczone | 13,908    | 16,316               | 30,224 |

### Finał
| Pozycja | Zawodniczki                                                                                      | Państwo   | 5 wstążek | 3 maczugi, 2 obręcze | Razem  |
| Pozycja | Zawodniczki                                                                                      | Państwo   | Wynik     | Wynik                | Razem  |
| ------- | ------------------------------------------------------------------------------------------------ | --------- | --------- | -------------------- | ------ |
| złoto   | Wiera Biriukowa Anastasija Blizniuk Anastasija Maksimowa Anastasija Tatariewa Marija Tołkaczjowa | Rosja     | 17,600    | 18,633               | 36,233 |
| srebro  | Sandra Aguilar Artemi Gavezou Elena López Lourdes Mohadeno Alejandra Quereda                     | Hiszpania | 17,800    | 17,966               | 35,766 |
| brąz    | Reneta Kamberowa Lubomira Kazanow Michaeła Maewska Cwetelina Najdenowa Christijana Todorowa      | Bułgaria  | 17,700    | 18,066               | 35,766 |
| 4.      | Martina Centofanti Sofia Lodi Alessia Maurelli Marta Pagnini Camilla Patriarca                   | Włochy    | 17,516    | 18,033               | 35,549 |
| 5.      | Hanna Dudzienkowa Marija Kadobina Maryja Kaciak Walerija Piszczelina Arina Cycylina              | Białoruś  | 17,283    | 18,016               | 35,299 |
| 6.      | Juwal Filo Allona Koszewatski Ekaterina Levina Karina Lychwar Ida Majrin                         | Izrael    | 17,166    | 17,383               | 34,549 |
| 7.      | Ołena Dmitrasz Jewgienija Gomon Ołeksandra Gridasowa Walerija Gudim Anastasija Wozniak           | Ukraina   | 16,866    | 17,416               | 34,282 |
| 8.      | Airi Hatakeyama Rie Matsubara Sakura Noshitani Sayuri Sugimoto Kiko Yokota                       | Japonia   | 16,550    | 17,650               | 34,200 |